# Trlić
Trlić (en serbe cyrillique : Трлић) est un village de Serbie situé dans la municipalité d’Ub, district de Kolubara. Au recensement de 2011, il comptait 870 habitants.

## Démographie

### Évolution historique de la population
| 1948  | 1953  | 1961  | 1971  | 1981  | 1991  | 2002  | 2011 |
| ----- | ----- | ----- | ----- | ----- | ----- | ----- | ---- |
| 1 600 | 1 557 | 1 472 | 1 325 | 1 239 | 1 141 | 1 020 | 870  |

|  |